# Zahodna smokulja
Zahodna smokulja (znanstveno ime Coronella girondica) je kača iz družine gožev, ki živi v srednji in zahodni Evropi ter v zahodni Afriki. Domuje na suhih poraslih predelih v ravnem in gričevnatem svetu. Aktivna je zjutraj in zvečer, ne mara pa direktnih sončnih žarkov. Hrani se z manjšimi kuščaricami in slepci, občasno tudi z mišmi in drugimi manjšimi glodavci. Preden žrtev požre se okoli nje ovije. Pari se aprila. Avgusta ali septembra povrže 3 - 25 mladičev.
Njena temna senčna proga se začne šele pri očesu (sorodnica smokulja ima temno progo, ki se začenja pri nosnicah). Ima rjav do sivorjav hrbet, spodnja stran je rumenordeča. Ima dve temni podolžni progi na boku in dve vrsti temnih peg. Meri 60 – 70 cm. Čeprav je nestrupena, jo ljudje pogosto zamenjujejo za gada in jo ubijejo.